# Irène Guidotti
Irène Guidotti (Marsiglia, 11 marzo 1950) è un'ex cestista francese.

## Carriera
Con la Francia ha disputato due edizioni dei Campionati mondiali (1971, 1979) e sei dei Campionati europei (1968, 1970, 1972, 1974, 1976, 1978).